# Helena Percas
Helena Percas de Ponseti (17 de enero de 1921 - 1 de enero de 2011) fue una escritora, ensayista, investigadora y educadora argentina.

## Carrera
Recibió su Licenciatura en Letras del Institut Maintenon en París, Francia, su Maestría en letras del Barnard College y su Doctorado en Letras de la Columbia University, de Nueva York, Estados Unidos.
Percas fue profesora en el Departamento de Español del Grinnell College de Iowa, Estados Unidos, durante más de cuarenta años, entre 1948 y 1990. Al retirarse, se la nombró Profesora Emérita, y diez años después, estableció el premio anual Helena Percas de Ponseti Senior Award in Spanish al mejor alumno en Español, Grinnell Awards y un fondo para investigación de la cultura hispánica. De igual modo, Helena Percas donó su muy completa y valiosa colección de libros escritos por mujeres latinoamericanas a la universidad.

## Obras publicadas
- La poesía femenina argentina (1810-1950)
- La cueva de Montesinos, Revista Hispánica Moderna (Homenaje a Federico de Onís, I), XXXIV (1968), pp. 376-399.
- Cervantes y su concepto del arte, Gredos, Madrid, 1975, 2 vols.
- Sobre el enigma de los dos Cervantes, The American Hispanist, II (1977), pp. 9-11.
- Los consejos de Don Quijote a Sancho, Cervantes and the Renaissance, ed. M.D. McGaha, Juan de la Cuesta, Newark, 1980, pp. 194-236.
- Authorial Strings: A Recurrent Metaphor in DQ», Cervantes, I [1-2] (1981), pp. 51-62
- Tate, tate, follonzicos... Once Again: The Metamorphosis of a Locution, Cervantes, VII [2] (1987), pp. 85-89
- Cervantes the Writer and Painter of «Q.», University of Missouri Press, Columbia, 1988
- A Revision: Cervante’s Writing, Cervantes, IX [2] (1989), pp. 61-65
- Cervantes y su sentido de la lengua: traducción, Actas II, 1991, pp. 111-122
- Nota a la nota sobre una nota: “impressa”, no “empressa”, Cervantes, XV [1] (1995), pp. 164-166
- ¿Quién era Belerma?, Revista Hispánica Moderna, XLIX (1996), pp. 375-392
- Norah Lange y su Poesía, Hispania, Vol. 36, No. 1 (Feb., 1953), pp. 79-84
- Maria Dhialma Tiberti, promesa para la Argentina, Estudio, Revista Iberoamericana XVIII/36 (marzo de 1953): 361-368.